# 乌克兰第115国土防卫旅
第115獨立國土防衛旅（烏克蘭語：115-та окрема бригада територіальної оборони）是乌克兰武装部队下轄的一個烏克蘭國土防禦部隊，駐於日托米爾州。該部隊隸屬於乌克兰北方作战指挥部。

## 歷史
2018年，該旅在日托米爾州成立。2019年9月，330名屬於139營的預備役人員參加了軍事演習，隨後開展更大規模的旅級軍演，共有1500名人員參與。
2021年9月22日至10月1日，烏克蘭舉行「聯合努力-2021」大型軍演，超過1300名的該旅士兵和預備役軍人參加。
2022年1月26日，指揮官米哈伊洛·穆茹克上校透露該旅已完成70%的組建。

### 2022年俄羅斯入侵烏克蘭
2022年3月上旬，該旅繳獲了一輛俄方的烏拉爾卡車。該部隊負責守衛烏克蘭與白俄羅斯的邊境，並持續訓練軍隊和執行摧毀见证者-136无人机的任務。2022年9月，參與了2022年烏克蘭哈爾科夫反攻行動。2023年夏季期間，被派駐到克雷明纳方面的前線作戰。

## 編制
2022年時的編制為：
- 本部
- 第138國土防衛營（日托米爾），部队代号A7304[12]
- 第139國土防衛營（别尔季切夫），部队代号A7305[6]
- 第140國土防衛營（兹维亚赫尔），部队代号A7306[13]
- 第141國土防衛營（奧夫魯奇），部队代号A7307[14]
- 第142國土防衛營（馬林）[15]，部队代号A7308
- 第143國土防衛營（科羅斯滕）[16]，部队代号A7309[5]
- 反破壞連
- 工兵連
- 通信連
- 後勤連
- 迫擊砲連

## 人物
- 亞歷山大·韋爾比洛（烏克蘭語：Олександр Вербило）：陸軍中校，第138國土防衛營營長。2023年7月2日戰死[17]。

## 外部連結
- 乌克兰第115国土防卫旅的Facebook專頁